# 周思聪
周思聪（1939年—1996年），女，河北宁河人。中国国画家，中国美术家协会原常务理事、副主席，北京画院一级美术师，丈夫是画家卢沉。